# فایلن‌دام
فایلن‌دام (به هلندی: Vuilendam) یک منطقهٔ مسکونی در هلند است که در مولن‌وارد واقع شده‌است.